# Ada à bec bleu
Espèce
Statut de conservation UICN

 LC  : Préoccupation mineure
L'Ada à bec bleu (Knipolegus cyanirostris) est une espèce d'oiseau de la famille des Tyrannidae.

## Répartition
Cet oiseau vit en Argentine, en Bolivie, au Brésil, au Paraguay et en Uruguay.

## Habitat
Son habitat naturel est les zones de broussailles des montagnes humides tropicales ou subtropicales et des forêts anciennes fortement dégradées.